# 吹上本町 (名古屋市)
吹上本町（ふきあげほんまち）は、愛知県名古屋市千種区の地名。

## 歴史

### 町名の由来
古井村の字吹上に由来する。字吹上は、風が吹き上がる土地であることによるという。

### 沿革
- 1936年（昭和11年）10月1日 - 東区千種町の一部により、同区吹上本町として成立する[2]。
- 1937年（昭和12年）10月1日 - 千種区編入に伴い、同区吹上本町となる[2]。
- 1979年（昭和54年）5月5日 - 道路部分を残し大部分が、吹上一丁目・吹上二丁目・千種一丁目・千種二丁目・千種三丁目にそれぞれ編入される[2]。